# Thmuis
Thmuis ( /θmuis/ ; grec : Θμοῦις  ; en arabe : Tell El-Timai) était une ville en Basse-Égypte, située sur le canal à l'est du Nil, entre ses branches tanitique et mendésienne. 

## Histoire

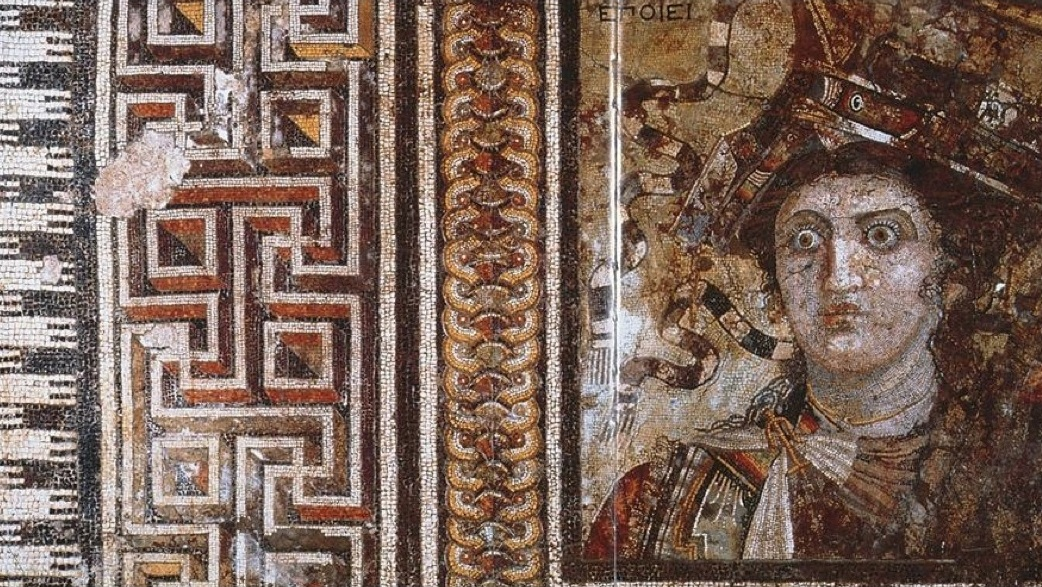
Une mosaïque de Thmuis (Mendès), en Égypte, créée par l'artiste hellénistique Sophilos (signature) vers 200 av. J.-C., aujourd'hui au musée gréco-romain d'Alexandrie.

Au cours de la période ptolémaïque, Thmuis a succédé à Djedet comme capitale du nome de Khā. Les deux villes ne sont séparées que de quelques centaines de mètres. D'après Claude Ptolémée, la ville était la capitale du nome mendésien . 
Thmuis était un siège épiscopal de la province romaine d’Augustamnica Prima, suffragante de Pelusium. Il est aujourd'hui le siège métropolitain de l'Église copte orthodoxe pour le gouvernorat de Beheira. 
Au IVe siècle, Thmuis était toujours une ville romaine importante, dotée de sa propre administration et exempte de la juridiction du préfet d'Alexandrie.  Elle existait encore au moment de l'invasion musulmane de l'Égypte en 642 et s'appellera plus tard Al-Mourad ou « Al-Mouradeh ». 
Ses ruines se trouvent à Tell El-Timai, à environ sept kilomètres au nord-ouest de Sinbellawein, une gare située sur la ligne de train qui va de Zagazig à Mansourah, dans le delta central.

## Évêché
Michel Le Quien (Oriens christianus , II, 537) recense neuf évêques de Thmuis, les trois derniers étant des monophysites ; ce sont: 
- Ammonius[1], déposé par Héraclas d'Alexandrie (mort en 247)[2] ;
- Phileas, mort en 306 (4 février dans le martyrologe), martyr et saint ;
- Saint Donat, son successeur, martyr ;
- Libère, présent au premier concile de Nicée en 325 ;
- Sérapion de Thmuis, décédé peu avant 360, auteur de divers ouvrages, en partie conservés, ami de saint Athanase ;
- Ptolème, présent au concile de Séleucie (359) ;
- Aristobule, présent au premier concile d'Ephèse (431).